# Jankowskia geloia
Jankowskia geloia là một loài bướm đêm trong họ Geometridae.